# Máquina de escrever Sholes e Glidden

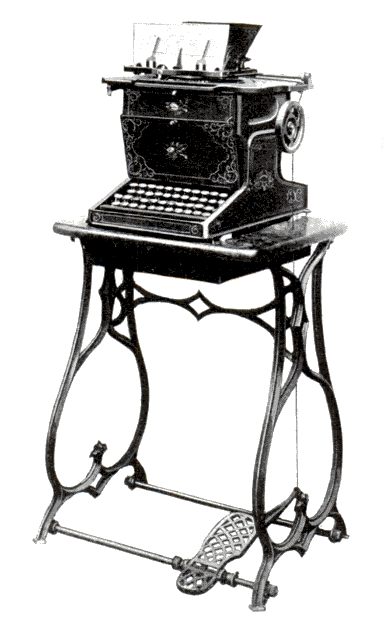
Máquina de escrever Sholes e Glidden produzida pela E. Remington and Sons

A máquina de escrever Sholes e Glidden (também conhecida como Remington n.º 1) foi a primeira máquina de escrever de sucesso comercial. Projetada principalmente pelo inventor americano Christopher Latham Sholes, ela foi desenvolvida com a ajuda do colega impressor Samuel W. Soule e do mecânico amador Carlos S. Glidden. O trabalho começou em 1867, mas Soule deixou a empresa pouco tempo depois, sendo substituído por James Densmore, que forneceu apoio financeiro e a força motriz por trás do desenvolvimento contínuo da máquina. Após várias tentativas de curta duração de fabricar o dispositivo, a máquina foi adquirida pela E. Remington and Sons no início de 1873. Fabricante de armas que buscava diversificar, a Remington refinou ainda mais a máquina de escrever antes de finalmente colocá-la no mercado em 1º de julho de 1874.
Durante seu desenvolvimento, essa máquina de escrever evoluiu de uma mera curiosidade para um dispositivo prático, cuja forma básica se tornou o padrão do setor. A máquina incorporou elementos que se tornaram fundamentais para o design da máquina de escrever, incluindo uma placa cilíndrica e um teclado QWERTY de quatro linhas. No entanto, várias deficiências de design permaneceram. A Sholes and Glidden imprimia apenas letras maiúsculas - um problema solucionado em sua sucessora, a Remington No. 2 - e era uma "máquina de escrever cega", o que significa que o digitador não podia ver o que estava sendo escrito à medida que era digitado.
Inicialmente, a máquina de escrever teve uma recepção pouco entusiasmada por parte do público. A falta de um mercado estabelecido, o alto custo e a necessidade de operadores treinados retardaram sua adoção. Além disso, os destinatários das mensagens datilografadas consideravam a escrita mecânica, toda em letras maiúsculas, impessoal e até mesmo ofensiva. No entanto, as novas tecnologias de comunicação e a expansão dos negócios no final do século XIX criaram a necessidade de uma correspondência legível e conveniente e, por isso, a Sholes and Glidden e suas contemporâneas logo se tornaram acessórios comuns nos escritórios. Acredita-se que a máquina de escrever ajudou a entrada das mulheres no local de trabalho administrativo, pois muitas foram contratadas para operar os novos dispositivos.

## História

### Desenvolvimento inicial

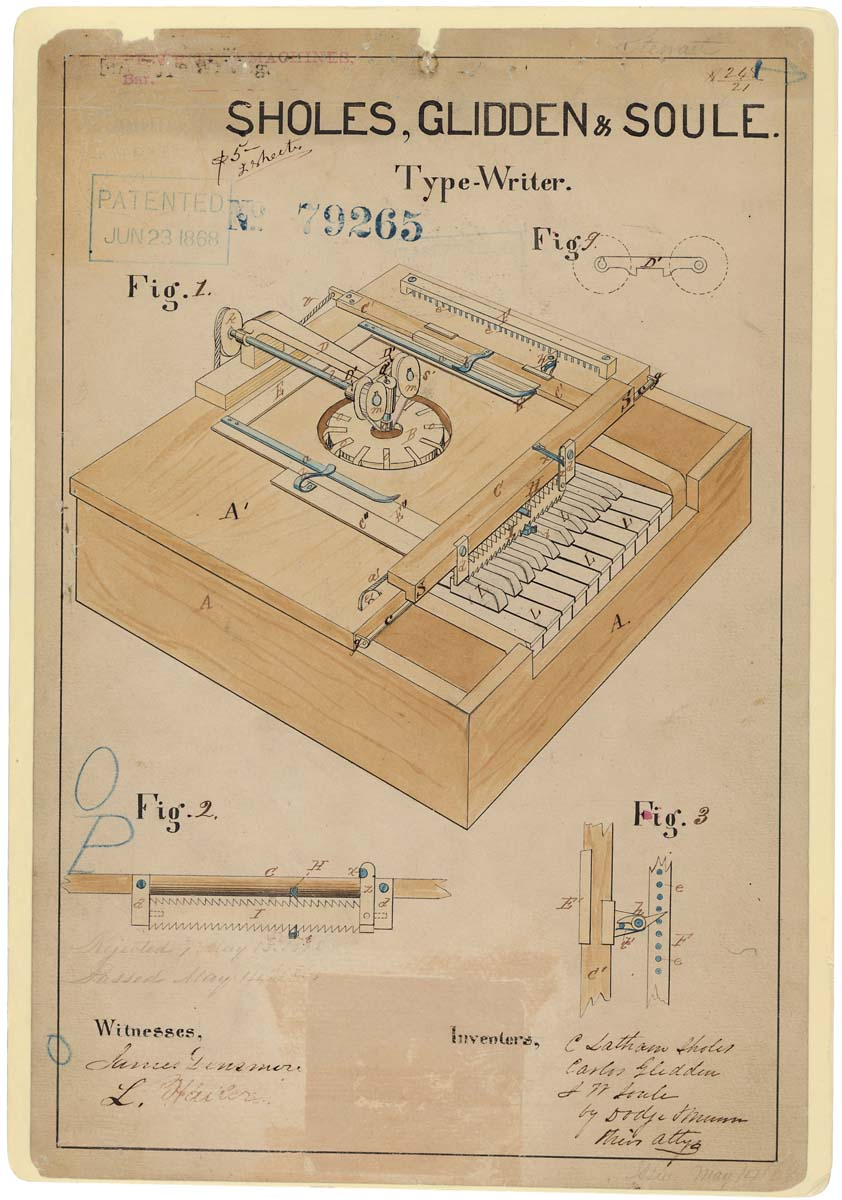
A máquina patenteada em 23 de junho de 1868 se assemelhava a "um cruzamento entre um piano e uma mesa de cozinha".

A máquina de escrever Sholes e Glidden teve sua origem em uma máquina de impressão projetada em 1866 por Christopher Latham Sholes para auxiliar na impressão de números de páginas em livros e números de série em bilhetes e outros itens. Sholes, um impressor de Wisconsin, formou uma parceria com Samuel W. Soule, também impressor, e juntos começaram o trabalho de desenvolvimento na oficina mecânica de Charles F. Kleinsteuber, um moinho reformado no norte de Milwaukee. Carlos S. Glidden, um inventor que frequentava a oficina mecânica, interessou-se pelo dispositivo e sugeriu que ele poderia ser adaptado para imprimir caracteres alfabéticos também. Em julho de 1867, Glidden leu um artigo na Scientific American descrevendo o "Pterotype", uma máquina de escrever inventada por John Jonathon Pratt e recentemente apresentada em uma edição da London Engineering. Glidden mostrou o artigo a Sholes, que achou a máquina "complicada e passível de problemas", e acreditava que uma máquina melhor poderia ser projetada. Até aquele momento, dezenas de patentes de dispositivos de impressão haviam sido emitidas nos Estados Unidos e no exterior. Nenhuma das máquinas, entretanto, havia sido um produto bem-sucedido ou eficaz.
Em novembro de 1866, após a colaboração bem-sucedida na máquina de numeração, Sholes pediu a Soule que se juntasse a ele e a Glidden no desenvolvimento do novo dispositivo. Mathias Schwalbach, um relojoeiro alemão, foi contratado para ajudar na construção. Para testar a viabilidade da máquina proposta, uma chave foi retirada de uma máquina de telégrafo e modificada para imprimir a letra "W"; em setembro de 1867, um modelo com um alfabeto completo, números e pontuação rudimentar havia sido concluído e foi usado para compor cartas para conhecidos na esperança de vender a invenção ou obter fundos para sua fabricação. Um destinatário, James Densmore, comprou imediatamente uma participação de 25% por US$ 600, o custo do desenvolvimento da máquina até aquela data. Densmore viu a máquina pela primeira vez em março de 1868 e não ficou impressionado; ele a considerou desajeitada e impraticável e declarou que ela "não servia para nada, exceto para mostrar que seus princípios subjacentes eram sólidos". Entre outras deficiências, o dispositivo prendia o papel em uma estrutura horizontal, o que limitava a espessura do papel que poderia ser usado e dificultava o alinhamento. A patente do "Type-Writer" foi concedida em 23 de junho de 1868 e, apesar das falhas do dispositivo, Densmore alugou um prédio em Chicago para iniciar sua fabricação. Quinze unidades foram produzidas antes que a falta de fundos obrigasse o empreendimento a voltar para Milwaukee.

### Aperfeiçoamento
Em 1869, foi projetado um modelo aprimorado que, diferentemente da versão anterior, baseava-se no trabalho de outros inventores. Uma máquina patenteada em 1833 por Charles Thurber, por exemplo, usava um cilindro; Sholes adaptou a ideia e implementou um tambor rotativo no qual o papel era grampeado, substituindo a estrutura do modelo anterior. Soule e Glidden não ajudaram no desenvolvimento do novo cilindro e, como seu interesse no empreendimento estava diminuindo, venderam seus direitos sobre a máquina original para Sholes e Densmore. Os protótipos foram enviados a profissionais de várias áreas, incluindo James O. Clephane, um estenógrafo cujo uso intenso estragou várias máquinas. O feedback de Clephane, embora "cáustico", levou ao desenvolvimento de mais 25 a 30 protótipos, cada um deles aprimorando seu antecessor. No verão de 1870, Densmore viajou para Nova Iorque para demonstrar a máquina para a Western Union, que estava procurando um método para gravar telegramas. A Western Union encomendou várias máquinas, mas se recusou a comprar os direitos, pois acreditava que um dispositivo superior poderia ser desenvolvido por menos do que o preço pedido por Densmore de US$ 50.000.

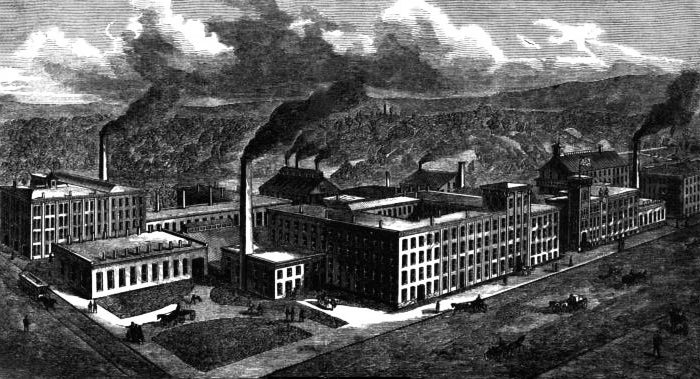
Fábrica da E. Remington and Sons em Ilion, Nova Iorque, c. 1874

Para atender aos pedidos e pagar as dívidas, Densmore começou a fabricar a máquina em meados de 1871. Durante esse período, a máquina foi revisada para aumentar a durabilidade e o cilindro foi redesenhado após o feedback da Western Union, que queria a capacidade de imprimir em um rolo contínuo, indicando que prender o papel ao cilindro era inviável. O novo design, no entanto, infringia uma patente concedida a Charles A. Washburn em novembro de 1870; Washburn, consequentemente, recebeu royalties sobre a produção futura. Em 1872, para fabricar a nova máquina com seriedade, uma antiga oficina de caldeiraria foi adquirida com vários funcionários. Embora as máquinas funcionassem bem, a falta de economias de escala impedia que o empreendimento desse lucro. Em troca do financiamento dos empreendimentos, Densmore estava adquirindo uma participação acionária cada vez maior. Sholes acabou recebendo um pagamento em dinheiro de US$ 12.000. Glidden manteve seu direito de um décimo da patente. Densmore consultou George W. N. Yost, um fabricante que ele conhecia, que sugeriu mostrar a máquina para a E. Remington and Sons. A Remington, um fabricante de armas que buscava diversificar após a Guerra de Secessão, possuía o equipamento de usinagem e os mecânicos qualificados necessários para desenvolver a complexa máquina. Uma carta datilografada foi enviada para a Remington, onde o executivo Henry H. Benedict ficou impressionado com a novidade e incentivou o presidente da empresa, a desenvolver o dispositivo.

### Início de um novo segmento

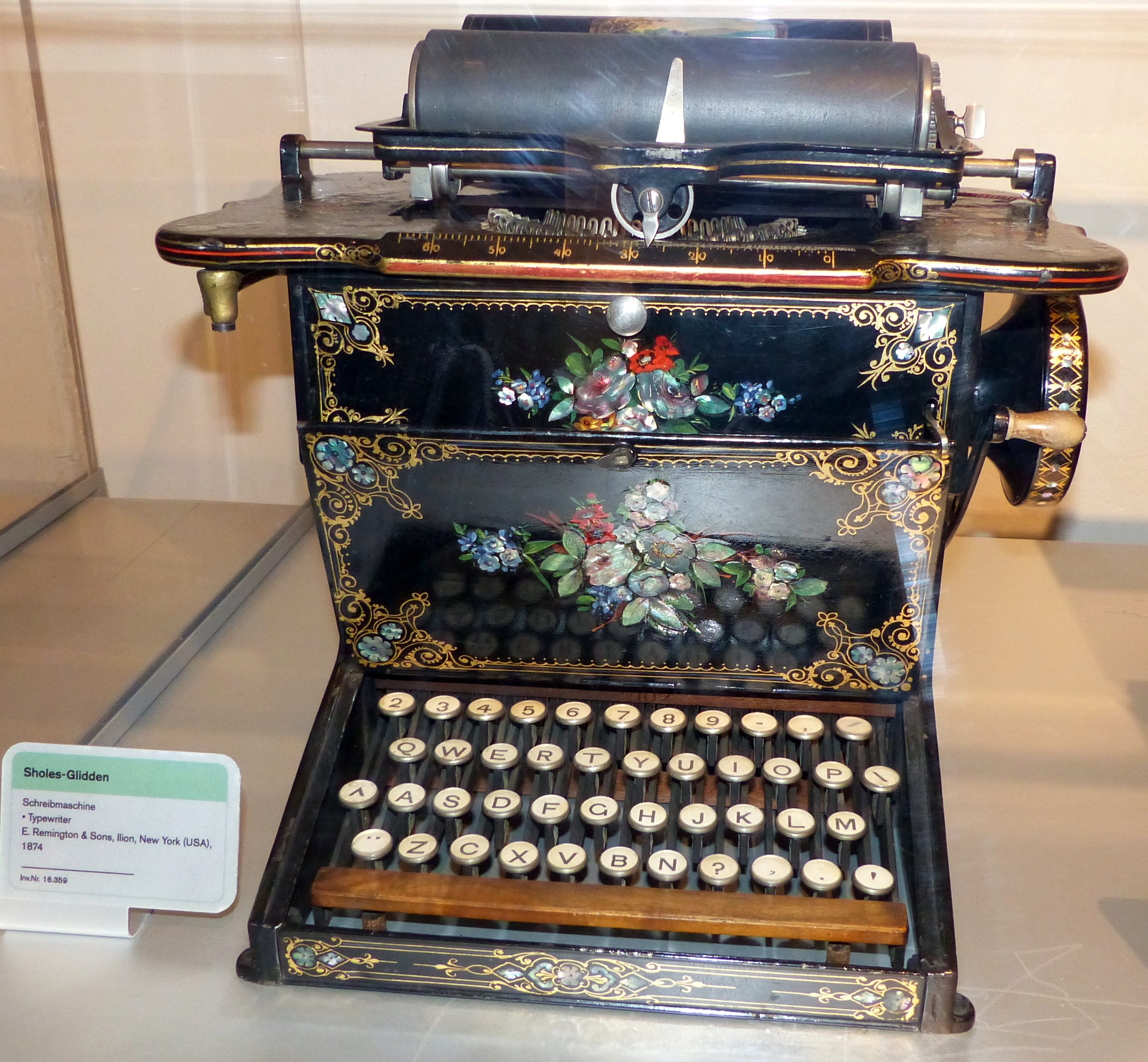
Um novo design incorporou ornamentação floral, uma característica da divisão de máquinas de costura da Remington

Após uma demonstração nos escritórios da Remington em Nova York, a empresa fechou um contrato em 1º de março de 1873 para fabricar 1.000 máquinas, com a opção de produzir mais 24.000. Embora o contrato exigisse que Densmore desse à Remington US$ 10.000 e direitos de royalties, uma empresa de marketing a ser formada por Densmore e Yost foi autorizada a atuar como agente de vendas exclusivo. A Remington dedicou uma ala de sua fábrica à máquina de escrever e passou vários meses reequipando e reformulando o dispositivo; a produção começou em setembro e a máquina entrou no mercado em 1º de julho de 1874. A produção da máquina de escrever foi amplamente supervisionada por Jefferson Clough e William K. Jenne, gerente da divisão de máquinas de costura da Remington. A máquina reprojetada era mais robusta e confiável do que o modelo de Sholes, mas tinha algumas das características de uma máquina de costura, incluindo uma caixa com ornamentação floral e um suporte com um pedal [en] para operar o retorno do carro. A máquina de escrever, no entanto, foi colocada em produção às pressas, sem testes suficientes, e os primeiros modelos logo foram devolvidos para ajustes e reparos.
Em dezembro de 1874, apenas 400 máquinas de escrever haviam sido vendidas, em parte devido ao seu alto preço e baixa confiabilidade. Como as empresas demoraram a aderir à máquina, os clientes-alvo eram autores, clérigos, advogados e editores de jornais. As pessoas físicas, no entanto, geralmente não escreviam o suficiente para justificar o preço da máquina de cerca de US$ 125, a renda média anual por pessoa na época. Houve exceções, no entanto; Mark Twain foi um dos primeiros a comprar a máquina, que ele chamou de "curiosidade de criar um pequeno coringa". Embora a máquina tenha sido exibida na Exposição Universal em 1876, ela foi ofuscada pelo telefone de Alexander Graham Bell. Seguiram-se várias melhorias no projeto e na fabricação - incluindo a substituição do pedal por uma alavanca manual - e 4.000 máquinas foram vendidas em 1877. Em 1878, a Remington terceirizou o marketing para a E. & T. Fairbanks & Company [en], um fabricante de balanças, já que o marketing até aquele momento havia produzido apenas vendas fracas.
Um modelo aprimorado, a Remington No. 2, também foi lançado em 1878. A nova máquina era capaz de digitar caracteres maiúsculos e minúsculos, corrigindo assim uma desvantagem significativa de sua antecessora. Como a única fabricante de máquinas de escrever, a Remington manteve uma posição de monopólio até que a American Writing Machine Company lançou uma máquina de escrever para competir com as máquinas Remington em 1881. Em resposta à nova concorrência, a Remington baixou o preço da Sholes e Glidden (chamada de Remington nº 1 na literatura de vendas) para US$ 80, e negociou um acordo com a empresa de marketing Wyckoff, Seamans & Benedict para ficar com todas as máquinas produzidas. O acordo marcou o início do sucesso comercial da máquina de escrever, pois a proeza de marketing da agência levou à venda de 1.200 máquinas em seu primeiro ano. Em 1884, surgiram mais concorrentes, incluindo a Hammond Typewriter Company, a Crandall Type-Writer Company e a Hall Typewriter Company; na década seguinte à introdução da Sholes e da Glidden, desenvolveu-se um "próspero setor de máquinas de escrever".

## Projeto

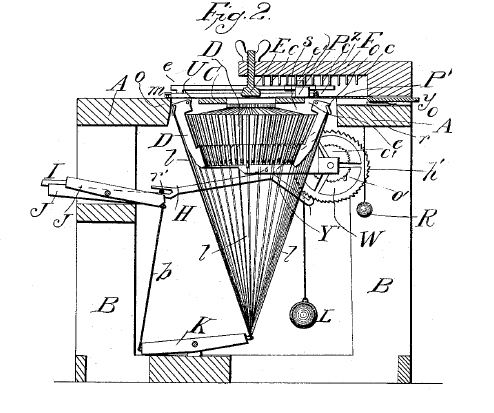
Uma variante da máquina de escrever Sholes e Glidden usava fios e alavancas para conectar as teclas e as barras de digitação

A máquina de escrever de Sholes e Glidden incorporou vários componentes adaptados de dispositivos existentes, como o escapamento (um mecanismo que controla o movimento) adaptado do mecanismo de relojoaria, teclas adaptadas de máquinas telegráficas e martelos de digitação adaptados do piano. Ao desenvolver o primeiro modelo, no entanto, Sholes e Soule não investigaram as máquinas de impressão criadas por outros inventores e, consequentemente, desenvolveram vários projetos ruins que poderiam ter sido evitados. A falha em pesquisar projetos anteriores também levou à reinvenção de recursos que já haviam sido desenvolvidos. Soule, por exemplo, sugeriu uma orientação circular para a barra de digitação. Um arranjo circular havia sido usado mais de 30 anos antes em uma máquina projetada por Xavier Progin em 1833.
No projeto original da máquina de 1868, o papel era colocado horizontalmente na parte superior da máquina, mantido no lugar por uma estrutura quadrada móvel (para fornecer espaçamento entre linhas e letras). Acima do papel e centralizado no dispositivo, um braço segurava uma fita com tinta que passava sobre uma pequena placa de metal. Pressionar uma tecla fazia com que uma barra de digitação subisse por baixo do papel, pressionando o papel para cima contra a fita e, assim, imprimindo um caractere com tinta. Esse método de impressão exigia o uso de papel muito fino e fora do padrão (como um lenço de papel). Duas variantes foram produzidas com métodos alternativos de acionamento das barras de digitação: uma em que as teclas e as barras de digitação eram conectadas por uma série de fios e outra em que as teclas "impulsionavam" diretamente as barras de digitação para cima.

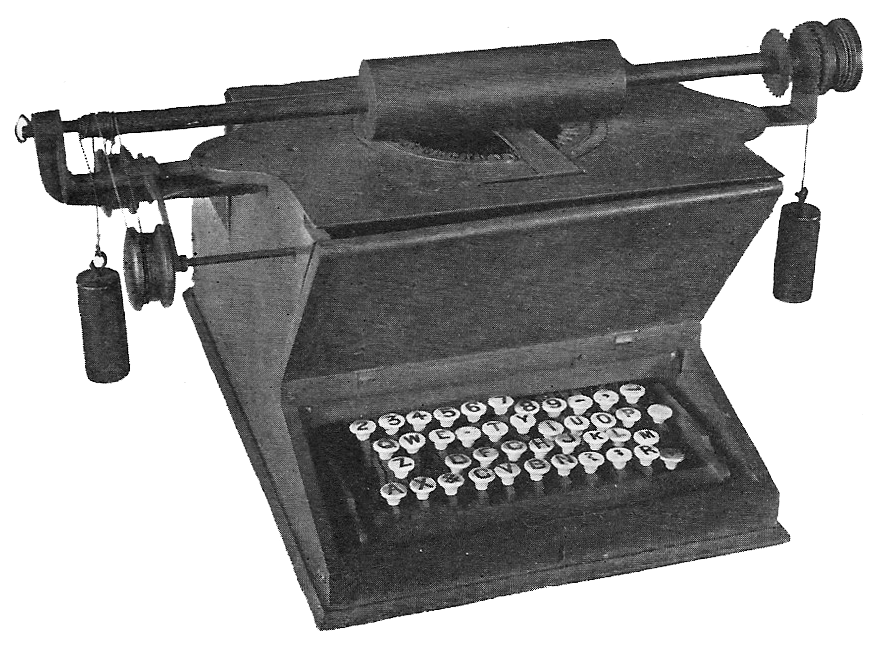
No final de 1872, a máquina de escrever tinha uma aparência semelhante à de uma máquina de escrever moderna

Os componentes do braço e da estrutura foram substituídos por uma placa cilíndrica em 1869. Diferentemente das máquinas de escrever modernas, a máquina revisada digitava as letras em torno do cilindro, com a rotação axial fornecendo o espaçamento entre as letras e o deslocamento horizontal fornecendo o espaçamento entre as linhas. O papel era preso diretamente ao cilindro, o que limitava seu comprimento e largura às dimensões do aparelho. O cilindro foi novamente reprojetado no início de 1872 para permitir o uso de papel de qualquer comprimento. O cilindro reprojetado também trouxe a funcionalidade moderna de espaçamento (movimento horizontal e axial fornecendo espaçamento entre letras e linhas, respectivamente) e tornou-se "uma parte indispensável de toda máquina de escrever padrão".
No final de 1872, a aparência e a função da máquina de escrever tinham a forma que se tornaria padrão no setor e permaneceria praticamente inalterada no século seguinte. Embora a máquina possuísse uma placa cilíndrica e o que era essencialmente um teclado QWERTY, faltavam dois elementos de modelo que mais tarde se tornariam essenciais: a capacidade de escrever em letras maiúsculas e minúsculas e a impressão "visível". Embora o primeiro elemento tenha sido implementado na Remington nº 2, a máquina era fundamentalmente um modelo "upstrike", o que significa que as barras de digitação batiam para cima contra a parte inferior da placa. Como isso ocorria dentro da máquina, o operador não podia ver o que estava sendo digitado. Embora marcas concorrentes, como a Oliver e a Underwood, tenham começado a comercializar máquinas de escrever "visíveis" na década de 1890, um modelo com a marca Remington não apareceu até a Remington nº 10 em 1906.

### Teclado QWERTY
O teclado QWERTY, assim chamado devido aos seis primeiros caracteres da fileira alfabética superior, foi inventado durante o desenvolvimento da máquina de escrever. O primeiro modelo construído por Sholes usava um teclado semelhante a um piano com duas fileiras de caracteres organizados alfabeticamente da seguinte forma:
| 3 5 7 9 N O P Q R S T U V W X Y Z 2 4 6 8 . A B C D E F G H I J K L M |

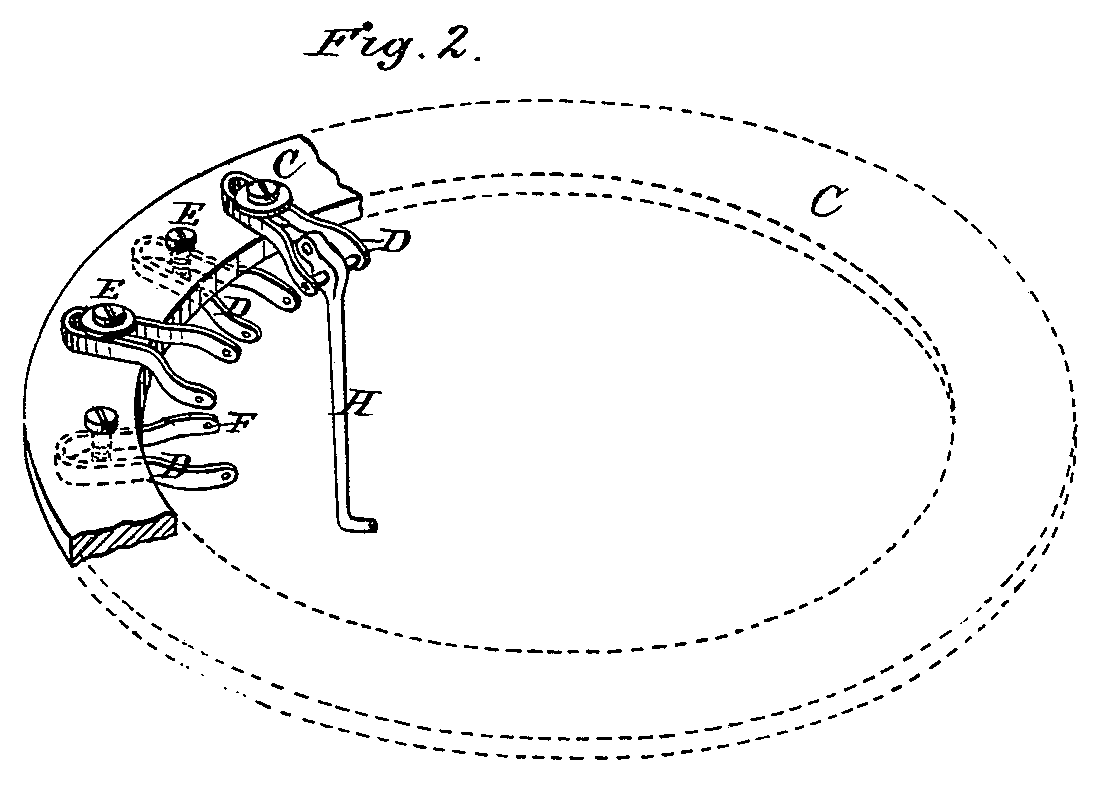
As barras de digitação eram presas à circunferência de um anel de metal de modo que atingissem um centro comum

Posteriormente, Schwalbach substituiu as teclas semelhantes a um piano por "botões" e as posicionou em quatro fileiras ordenadas. A mecânica da máquina, no entanto, tornou problemática a disposição alfabética. As barras de digitação eram presas à circunferência de um anel de metal, formando uma "cesta". Quando uma tecla era pressionada, a barra de digitação correspondente oscilava para cima, fazendo com que o cabeçote de impressão batesse no centro do anel. A gravidade retornava a barra de digitação à sua posição inicial. A implicação desse design, no entanto, era que o pressionamento de teclas adjacentes em rápida sucessão faria com que suas barras de digitação colidissem e emperrassem a máquina. Para atenuar esse problema, as teclas foram reordenadas por meio da análise da frequência das letras e de tentativa e erro. Densmore perguntou a seu genro, um superintendente de escola da Pensilvânia, quais letras e combinações de letras apareciam com mais frequência no idioma inglês. As barras de digitação correspondentes às letras em pares alfabéticos comuns, como S e T, foram colocadas em lados opostos do anel. O teclado finalmente apresentado à Remington foi organizado da seguinte forma:
| 2 3 4 5 6 7 8 9 - , Q W E . T Y I U O P Z S D F G H J K L M A X & C V B N ? ; R |

Depois de adquirir o dispositivo, a Remington fez vários ajustes - incluindo a troca das teclas de ponto final e "R", para que os vendedores pudessem impressionar os clientes digitando "TYPEWRITER" usando as teclas na linha superior - o que criou um teclado com o que é essencialmente o layout QWERTY moderno.

## Recepção e legado

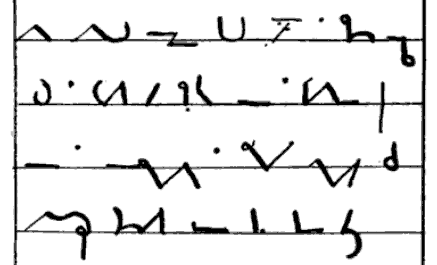
A escrita taquigráfica, embora pudesse ser feita rapidamente, exigia treinamento especial para ser compreendida. A máquina de escrever atendia simultaneamente à necessidade de velocidade e legibilidade

A Sholes and Glidden foi a primeira máquina de escrever bem-sucedida comercialmente. A industrialização e o crescimento corporativo no final do século XIX criaram um ambiente de negócios para o qual o dispositivo era bem adequado. Novas tecnologias de comunicação, como o telégrafo e o telefone, facilitaram a expansão geográfica e aumentaram a velocidade com que os negócios eram conduzidos. O aumento resultante no volume de correspondência exigia que as mensagens fossem produzidas de forma rápida e legível. Antes da máquina de escrever, os escriturários e copistas podiam escrever com relativa rapidez em taquigrafia ou escrita cursiva. A compreensão dessas escritas, entretanto, exigia treinamento especial ou muita concentração. A composição tipográfica era usada quando a legibilidade era importante, mas era um processo lento e caro. A máquina de escrever foi bem-sucedida porque resolveu simultaneamente os dois problemas.
O público foi inicialmente cético em relação à máquina de escrever e as reações incluíram apatia e antagonismo. Fora das grandes empresas, as cartas geralmente não precisavam ser compostas rapidamente; como o dispositivo dependia de seu operador, ele não oferecia automação. Em ambientes comerciais que envolviam interação com o cliente, as máquinas desconhecidas eram vistas com desconfiança (pois havia a percepção de que os dispositivos mecânicos poderiam ser manipulados por comerciantes inescrupulosos) e a presença de um objeto tão grande entre o cliente e o funcionário "interrompia o 'toque pessoal'". As pessoas que recebiam cartas datilografadas muitas vezes as consideravam ofensivas (pois o modelo significava que elas não podiam ler a caligrafia) ou impessoais, problemas exacerbados pela escrita toda em letras maiúsculas. A máquina de escrever também gerava preocupações com a privacidade, pois os destinatários de cartas de natureza pessoal acreditavam que um operador ou datilógrafo terceirizado devia estar envolvido em sua composição.

#### Mulheres e a máquina de escrever

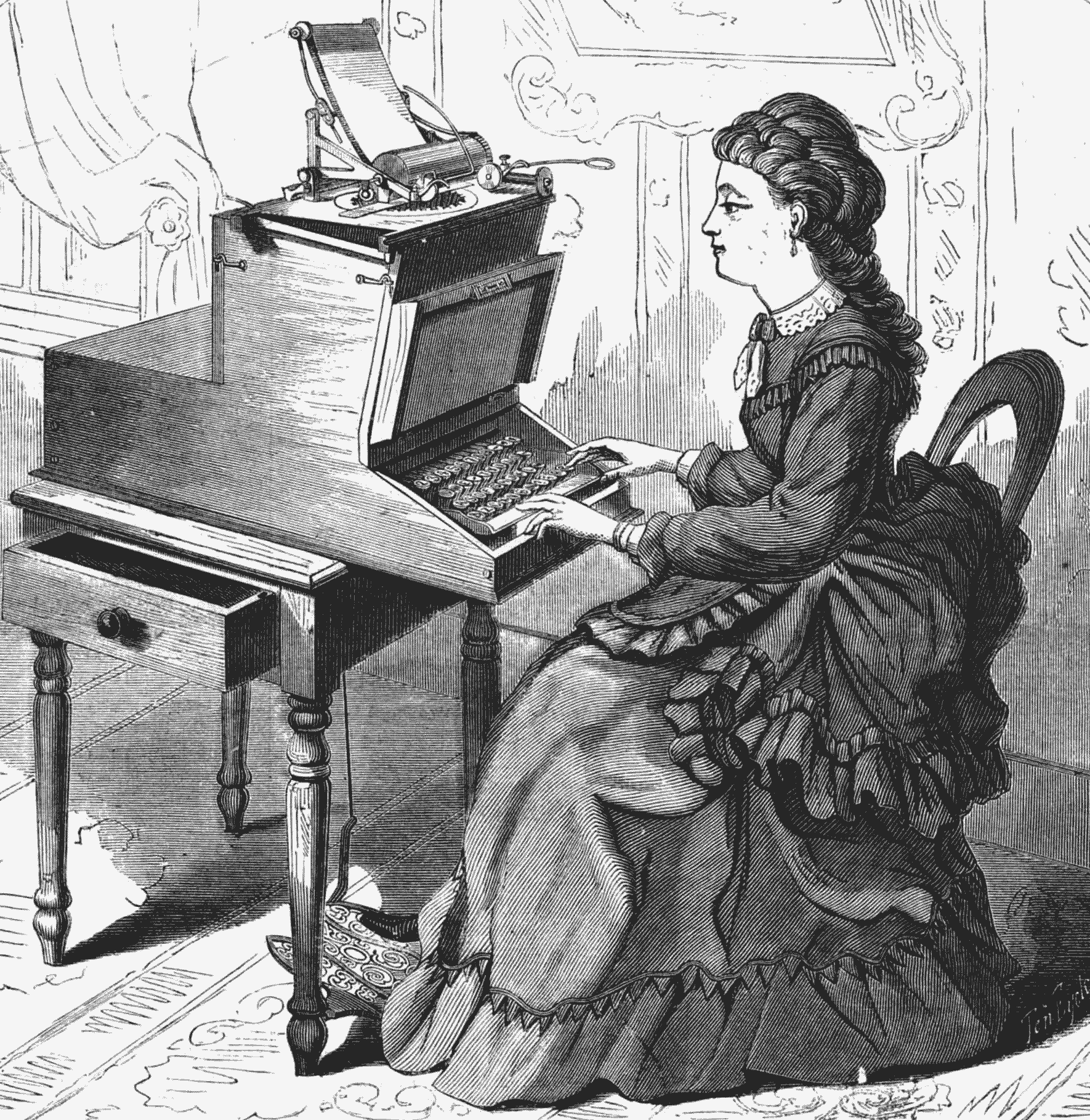
Uma datilógrafa opera uma máquina de escrever Sholes e Glidden, conforme mostrado em um artigo da Scientific American de 1872.

A conexão das mulheres com a máquina de escrever pode estar ligada à maneira como ela foi comercializada. Antes de a máquina de escrever ser adquirida pela Remington, a filha de Sholes foi contratada para fazer demonstrações do produto e aparecer em imagens promocionais, que serviram de base para os primeiros anúncios. Posteriormente, os agentes de vendas da Remington comercializaram a máquina com táticas que incluíam o uso de mulheres atraentes para demonstrar o produto em feiras comerciais e lobbies de hotéis. As representações de mulheres operando sugeriam que o dispositivo era "simples o suficiente para uma mulher usar" e adequado para uso doméstico. Embora também tenha sido projetada para permitir que a Remington mantivesse a eficiência de fabricação com sua divisão de máquinas de costura, a estética da máquina de escrever (o suporte da máquina de costura e a ornamentação floral) tinha o objetivo de facilitar sua aceitação nas residências.
Uma "consequência importante", do desenvolvimento da máquina de escrever foi a entrada das mulheres no mercado de trabalho administrativo. Embora as mulheres já estivessem empregadas em fábricas e em determinados setores de serviços na década de 1880, a máquina de escrever facilitou o fluxo de mulheres para os escritórios. Antes de a Young Women's Christian Association (YWCA) estabelecer a primeira escola de datilografia em 1881, as mulheres eram treinadas pelo fabricante e seus serviços de datilografia eram fornecidos aos clientes juntamente com a máquina. A expansão da correspondência e do trabalho em papel possibilitada pela eficiência das máquinas de escrever também criou a demanda por mais funcionários administrativos. Os baixos salários pagos às mulheres em comparação com os dos homens, geralmente 50% (ou menos), tornaram a contratação de mulheres mais atraente para as empresas. Como os cargos de datilografia e estenografia podiam pagar até dez vezes mais do que os cargos nas fábricas, as mulheres começaram a se sentir mais atraídas pelo trabalho de escritório. Enquanto em 1874 menos de 4% dos funcionários administrativos nos Estados Unidos eram mulheres, em 1900, esse número havia aumentado para aproximadamente 75%.
Antes de sua morte, Sholes comentou sobre a máquina de escrever: "Sinto que fiz algo pelas mulheres que sempre tiveram que trabalhar muito. Isso permitirá que elas ganhem a vida com mais facilidade".